# San Marino i olympiska spelen
San Marino har deltagit i 20 olympiska spel (12 sommar, 8 vinter) sedan 1960. De tog sin första medalj i Olympiska sommarspelen 2020 i Tokyo.

## Medaljer
| Guld | Silver | Brons | Totalt antal medaljer |
| ---- | ------ | ----- | --------------------- |
| 0    | 1      | 1     | 2                     |